# Комар аляскинский
Комар аляскинский, или комар жгучий (лат. Culiseta alaskaensis) — вид двукрылых из семейства кровососущих комаров.

## Описание
Комары длиной тела 8-9 мм с пятнистыми крыльями. Вершины бёдер и первый членик лапок без белых колец. Хоботок и щупики преимущественно в темных чешуйках. Усики темно-коричневые. Личинки крупные жёлто-коричневые или чёрные.

## Экология
Личинки развиваются в постоянных водоёмах в лиственных лесах и зарослей кустарников. Дно этих водоёмов покрыто слоем опавших листьев. Зимует на стадии имаго в дуплах деревьев, подвалах и пещерах. Активно нападает на человека и животных. Для успешной яйцекладки самкам необходимо дважды питаться кровью. В северной части ареала развивается одно поколение, а на юге — несколько. В таёжной зоне комары этого вида вылетают весной самыми первыми из кровососущих комаров уже в апреле. Яйцекладки представляют собой треугольные или вытянутые плотики в форме лодочки, насчитывающие от 75 до 325 яиц. Самки живут до 132 дней.

## Классификация
Вид разделяют на два подвида:
- Culiseta alaskaensis alaskaensis Ludlow, 1906
- Culiseta alaskaensis indica Edwards, 1920

## Распространение
Встречается в тундровой и таёжной зоне Евразии и Северной Америки. Южный подвид (Culiseta alaskaensis indica) обитает в горных районах: на Кавказе, горах Средней Азии, Иране, Пакистане и Северной Индии.